# Phụng Công
Phụng Công là một xã thuộc tỉnh Hưng Yên, Việt Nam.

## Địa lý
Xã Phụng Công nằm ở phía cực bắc của tỉnh Hưng Yên, có vị trí địa lý:
- Phía đông và đông nam lần lượt giáp xã Như Quỳnh và xã Nghĩa Trụ.
- Phía nam giáp xã Văn Giang.
- Phía bắc và tây bắc lần lượt giáp xã Bát Tràng và xã Gia Lâm của thành phố Hà Nội.

## Lịch sử
Xã Phụng Công ở thế kỷ thứ X từng là căn cứ Tế Giang của sứ quân Lã Đường, một tướng giỏi thời loạn 12 sứ quân.
Trước đây, Phụng Công là một xã thuộc huyện Châu Giang cũ.
Ngày 24 tháng 7 năm 1999, Chính phủ ban hành Nghị định 60/1999/NĐ-CP về việc chia huyện Châu Giang thành 2 huyện Khoái Châu và Văn Giang. Xã Phụng Công trực thuộc huyện Văn Giang.
Ngày 6 tháng 12 năm 2019, Hội đồng Nhân dân tỉnh Hưng Yên ban hành Nghị quyết 246/NQ-HĐND về việc sáp nhập thôn Khúc và thôn Tháp thành thôn Khúc Tháp.
Ngày 16 tháng 6 năm 2025, Ủy ban Thường vụ Quốc hội ban hành Nghị quyết số 1666/NQ-UBTVQH15 về việc sắp xếp các đơn vị hành chính cấp xã của tỉnh Hưng Yên năm 2025. Theo đó, sắp xếp toàn bộ diện tích tự nhiên, quy mô dân số của các xã Xuân Quan, Cửu Cao và Phụng Công thành xã mới có tên gọi là xã Phụng Công.

## Văn hóa

### Đình Bến

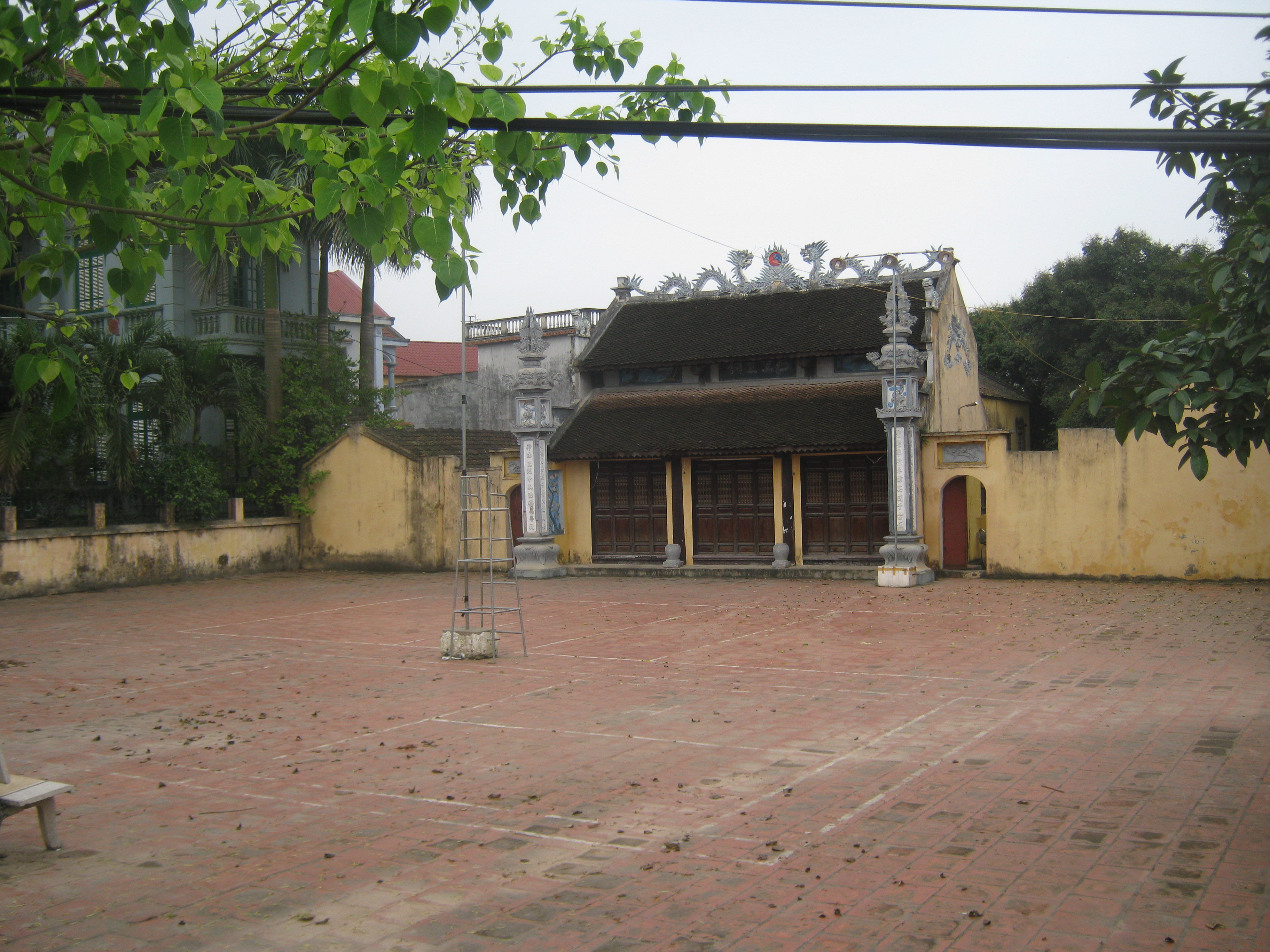
Đình Bến, Phụng Công, Hưng Yên

Do có công cai quản và lập ấp ở địa phương, giúp dân mở mang phát triển kinh tế trong thời loạn, Lã Đường được lập đền thờ ở đình Bến, xã Phụng Công, Văn Giang, Hưng Yên. Người Phụng Công thường gọi chệch từ "đường" thành "đàng" để khỏi phạm húy và khi cúng thành hoàng làng thường có con heo không có đầu do sự tích ông bị chém đầu.
Lã Đường hay Lữ Đường là một sứ quân trong thời 12 sứ quân cuối triều nhà Ngô trong lịch sử Việt Nam, cát cứ vùng Tế Giang (Văn Giang, Hưng Yên). Sau khi Ngô Quyền qua đời vào năm 944, Dương Tam Kha cướp ngôi nhà Ngô. Các tướng lĩnh, thổ hào địa phương các nơi không chịu thuần phục, nổi lên cát cứ một vùng và đem quân đánh chiếm lẫn nhau.
Theo nhà nghiên cứu Nguyễn Danh Phiệt, thì Lã Đường là một thổ hào địa phương ở vùng Tế Giang. Thời bấy giờ, nơi đây đất bùn lầy rất nhiều, quanh co, địa thế hiểm yếu. Khi nhà Ngô suy yếu, không còn khả năng kiểm soát địa phương, Lã Đường tự chiêu mộ và xây dựng lực lượng cát cứ, dựa vào địa thế hiểm yếu để cố thủ.
Đầu năm 968, Đinh Bộ Lĩnh chuyển quân về Siêu Loại, cho Đinh Liễn và Nguyễn Bặc đem ba ngàn quân tiến đánh quân Lã Đường. Lã Đường chủ trương tản quân, đóng giữ chỗ hiểm yếu. Hễ quân Hoa Lư đi đông thì tránh mà đi lẻ là chặn đánh, diệt một vài lính, rồi lại bỏ chạy. Nguyễn Bặc bày kế cho quân Hoa Lư tập trung, tập kích quân lương tiếp vận của quân Lã Đường. Trong vòng 7 ngày, vòng đai phòng thủ bên ngoài của quân Lã Đường bị tiêu diệt hoàn toàn, Đinh Liễn, Nguyễn Bặc, Chu Công Mẫn đánh sâu vào trung tâm, bắt được Lã Đường, chém chết, thu phục hoàn toàn đất Tế Giang.
Theo thần tích đình Thắm, làng Đan Nhiễm, thị trấn Văn Giang thì Lã Tá Đường bị tướng Chu Công Mẫn đánh bại, Lã Tá Đường bị chém đầu, thủ cấp bị mang về thành Hoa Lư. Chu Công Mẫn là người làng Đan Nhiễm, nên xưa dân 2 làng Phụng Công và Đan Nhiễm thường có hiềm khích với nhau.

## Giao thông
Các tuyến, hệ thống giao thông quan trọng đi qua xã Phụng Công:
- Tỉnh lộ 378: đi thành phố Hưng Yên, Phù Cừ.
- Tỉnh lộ 379: đường Hà Nội - Hưng Yên.
- Tỉnh lộ 379B: đi huyện Gia Lâm, thành phố Hà Nội.
- Hệ thống xe buýt: tuyến 47B.

## Kinh tế

### Nghề hoa cây cảnh
Nghề trồng hoa, cây cảnh, cây thế, bonsai ở Phụng Công là một thế mạnh để phát triển kinh tế kết hợp du lịch sinh thái trong khu đô thị Ecopark.

### Bánh tẻ Phụng Công
Bánh tẻ Phụng Công hay bánh răng bừa là một đặc sản của địa phương được làm từ bột gạo tẻ, mọc nhĩ, hạt tiêu, nấm hương, thịt băm là loại bánh tẻ cổ truyền. Ngày nay còn có bánh tẻ chay nhân đậu xanh. Ở miền bắc có nhiều nơi làm bánh tẻ nhưng nổi tiếng hơn cả thì chỉ có bánh tẻ Phụng Công, bánh tẻ Chờ và bánh tẻ Phú Nhi.

## Hạ tầng
Khu đô thị sinh thái Ecopark.